# Skillingaryds skjutfält
Skillingaryds skjutfält är ett militärt övningsfält som ligger på båda sidor om E4:an vid Skillingaryd i Jönköpings län,  

## Historik
Redan under 1600-talet övades det på Slätten i Skillingaryd. Åren 1677–1914 övade och mönstrade Jönköpings regemente (I 12) i Skillingaryd. De flesta av de unika byggnaderna från regementets tid i Skillingaryd finns bevarade. Sedan ett antal år tillbaka är dessa byggnader tillsammans med marken byggnadsminnesförklarade. 
Skjutfältet förvaltas sedan 2000 av Göta ingenjörregemente (Ing 2) i Eksjö, men är även övningsplats för bland annat Skaraborgs regemente (P 4). Tidigare hade även Wendes artilleriregemente (A3), Smålands artilleriregemente (A 6) och Norra Smålands regemente (I 12) Skillingaryds skjutfält som övningsplats. Även förband ur Kronobergs regemente (I 11) i Växjö förlade vissa övningar till Skillingaryd. Artilleriskjutskolan (ArtSS) var förlagd här fram till flytten 1948 till Villingsbergs skjutfält.
I lägret ligger det försvarshistoriska museet Miliseum.